# Hyper Hyper
Hyper Hyper — первый хит и официальный сингл группы Scooter; песня была запущена на радиостанции в мае 1994 года, 24 мая вышел на CD, 28 мая — на виниле. В различных версиях сингл состоит из 2, 3, 4 или 5 треков — различных версий и ремиксов, а также бисайда Rhapsody in E.

## Информация
С выходом «Hyper Hyper» группа Scooter получила свою первую популярность. Этот трек стал одним из главных в первом альбоме группы, вышедшем в 1995 году, «…and the Beat Goes On!». Более того, в альбом вошли ещё два трека с сингла «Hyper Hyper» — «Faster, Harder, Scooter» (изначально этот трек значился лишь как ремикс заглавной композиции, позже стал самостоятельным) и бисайд «Rhapsody in E».
Несмотря на то, что участники Scooter уже продюсировали выпуск сингла «Vallée de larmes» годом ранее, опубликован он был с указанием авторства ремикс-команды The Loop! и содержал в основном переработанный материал других исполнителей (кроме бисайда «Cosmos», также вошедшего в 1995 году в первый альбом). Лишь в ноябре 1993 года этот сингл был переиздан под лейблом Scooter. Однако на официальном сайте группы дискография отсчитывается именно с «Hyper Hyper».
В песне «Hyper Hyper» используется лирика, сходная с хитом Ultra-Sonic «Annihilating Rhythm (Do You Love Your Hardcore?)», за что Scooter критиковали в диджейских кругах. Однако позже Ultra-Sonic и Scooter сделали друг для друга ремиксы и совместным творчеством подчеркнули, что между коллективами нет конфликта.
Также, «Hyper Hyper» выделяется своим так называемым Big Shout — «большим приветствием» для наиболее популярных в то время диджеев. Эйч Пи Бакстер поприветствовал в треке следующих диджеев и исполнителей:
- WestBam
- Marusha
- Stevie Mason
- The Mystic Man
- DJ Dick
- Carl Cox
- The Hooligan
- Cosmix
- Kid Paul
- Dag
- Mijk van Dijk
- Jens Lissat
- Lenny Dee
- Sven Väth
- Mark Spoon
- Marco Zaffarano
- Hell
- Paul Elstak
- Mate Galic
- Roland Casper
- Sylvie
- Miss Djax
- Jens Mahlstedt
- Tanith
- Laurent Garnier
- Special
- Pascal F.E.O.S.
- Gary D.
- Scotty
- Gizmo

В 2004 году, к 10-летию выхода первого хит-сингла, «Hyper Hyper» был переиздан Scooter с обновлённым звучанием, и записью на новом оборудовании.

## Список композиций
Club Tools # 0060405CLU
| CD-Maxi — Германия (9 сентября 1994) 1. «Hyper Hyper» (Faster, Harder, Scooter) (5:15) 2. «Hyper Hyper» (On a Spanish Fly Tip) (5:12) 3. «Hyper Hyper» (Original Version) (5:13) 4. «Hyper Hyper» (Video Edit) (3:37) 5. «Rhapsody in E» (6:08) CD-Single — Германия (9 сентября 1994) 1. «Hyper Hyper» (Original Version) (5:11) 2. «Hyper Hyper» (Faster, Harder, Scooter) (5:12) 12"-Maxi — Германия (9 сентября 1994) 1. «Hyper Hyper» (Faster, Harder, Scooter) (5:12) 2. «Hyper Hyper» (On a Spanish Fly Tip) (5:10) 3. «Hyper Hyper» (Original Version) (5:11) 4. «Rhapsody in E» (6:08) 12-Maxi — Германия (28 мая 1994) 1. «Hyper, Hyper» (5:10) 2. «Unity Without Words Part 1» (6:02) 3. «Rhapsody in E» (6:10) CD-Maxi — Австралия (15 июня 1994), Германия (5 июля 1994) 12"-Maxi — Испания (28 мая 1994) 1. «Hyper Hyper» (5:10) 2. «Unity Without Words — Part I» (6:02) 3. «Rhapsody in E» (6:10) | 12"-Maxi — Испания (июль 1994) 1. «Hyper Hyper» (On a Spanish Fly Trip) (5:12) 2. «Hyper Hyper» (Video Edit) (3:37) 3. «Faster, Harder, Scooter» (5:14) 4. «Hyper Hyper» (Original Version) (5:13) 5. «Rhapsody In E» (6:08) CD-Maxi — Франция (июль 1994) 1. «Hyper Hyper» (Video Edit) (3:36) 2. «Hyper Hyper» (Faster, Harder, Scooter) (5:14) 3. «Hyper Hyper» (Original Version) (5:12) 4. «Hyper Hyper» (On a Spanish Fly Tip) (5:12) CD-Single — Франция (июль 1994) 1. «Hyper Hyper» (Video Edit) (3:36) 2. «Hyper Hyper» (Original Version) (5:12) 12"-Maxi — Франция (июль 1994) 1. «Hyper Hyper» (Faster, Harder, Scooter) (5:14) 2. «Hyper Hyper» (On a Spanish Fly Tip) (5:12) 3. «Hyper Hyper» (Original Version) (5:12) 4. «Hyper Hyper» (Video Edit) (3:36) 12-Maxi — Италия 1. «Hyper Hyper» (Faster, Harder, Scooter) (5:12) 2. «Hyper Hyper» (On a Spanish Fly Tip) (5:10) 3. «Hyper Hyper» (Original Version) (5:11) 4. «Rhapsody in E» (6:08) |

## Награды и места в чартах
- Германия —  Платина,  Золото, 2
- Испания —  Золото, 1
- Австрия —  Золото, 2
- Швейцария — 3
- Италия — 5
- Нидерланды — 7
- Норвегия — 10
- Ирландия — 23
- Швеция — 26
- Франция — 28
- Бельгия — 28 (Валлония), 43 (Фландрия)
- Израиль — 33[2]

## Авторы
- Рик Джордан
- Эйч Пи Бакстер
- Феррис Бюллер
- Йенс Теле